# Vingnes
Vingnes är en tätort i Lillehammers kommun i Innlandet fylke i sydöstra Norge. Orten ligger där Europaväg 6 möter fylkesväg 253, på den västra sidan av sjön Mjøsa, mittemot staden Lillehammer och Dovrebanan på andra sidan. Söder om tätorten ligger Vingroms kyrka.
Tidigare har orten tillhört dåvarande Fåbergs kommun.